# Shanghai Shenhua FC

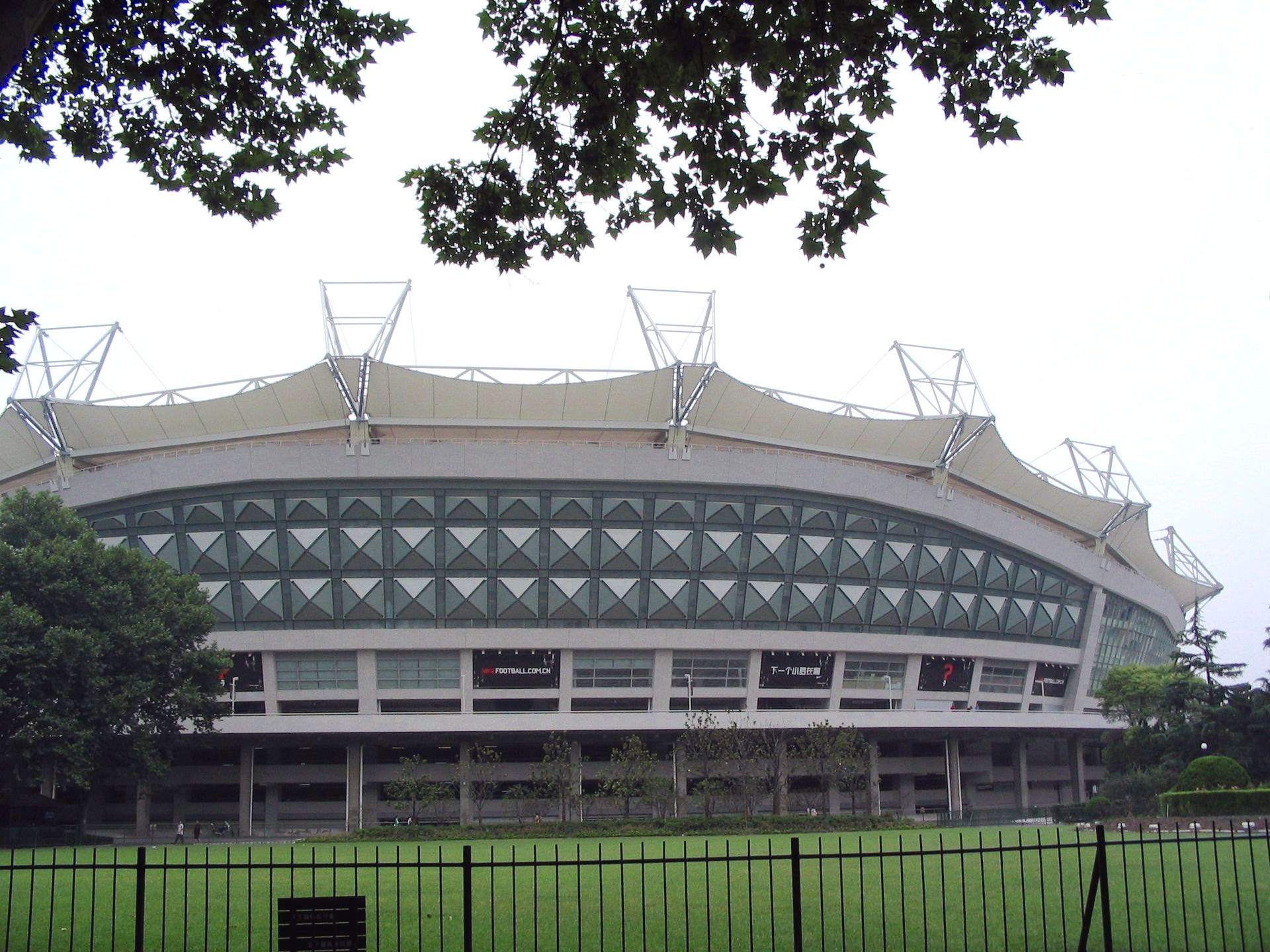
Hongkou Stadion

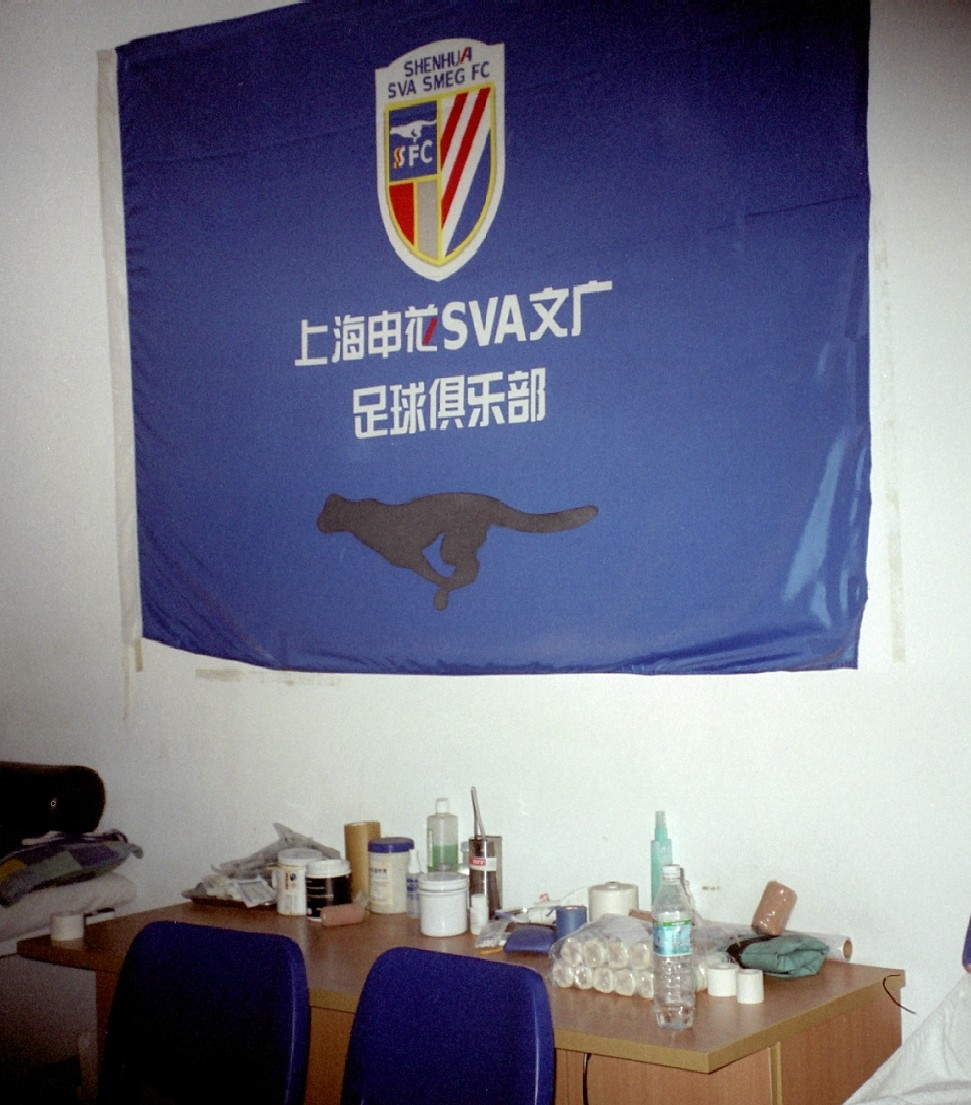
Vlag met het embleem van Shanghai Shenhua

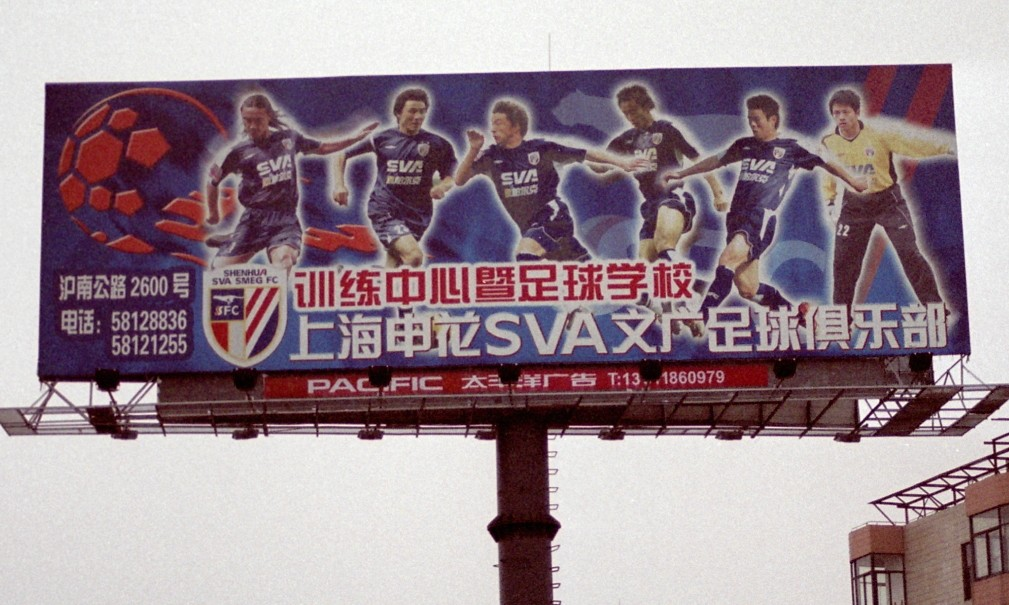
Reclamebord voor Shanghai Shenhua

Shanghai Shenhua is een Chinese voetbalclub uit Shanghai die in 1993 werd opgericht. Begin 2007 fuseerde de club met stadsrivaal Shanghai United. De ploeg speelt in het Hongkou Voetbalstadion, dat in 2007 werd verbouwd voor het WK vrouwenvoetbal in China. Het stadion heeft 33.060 zitplaatsen.

## Erelijst
- Jia A / Super League

(3) 1961, 1962, 1995, 2003
- Chinese beker

(6) 1956, 1991, 1998, 2017, 2019, 2023
- Chinese Supercup

(4) 1995, 1998, 2001, 2024
- A3 beker

(1) 2007

## Omkoopschandaal
Op 19 februari 2013 werd bekend dat Shanghai Shenhua de landstitel van 2003 moest inleveren wegens een omkoopschandaal. In 2003, zou de club zou zich schuldig hebben gemaakt aan matchfixing, onder andere in een duel tegen Shanxi Guoli.

## Bekende spelers
- Sun Xiang (2002–06), (2007–08), (2009)
- Didier Drogba（2012–13）
- Joel Griffiths (2012）
- Mark Milligan (2009)
- Vjatsjaslaw Hleb (2009)
- Andres Oper (2009)
- Nicolas Anelka (2012–13）
- Carsten Jancker (2006)
- Saúl Martínez (2002–05), (2007)
- Hamilton Ricard (2007–08)
- Diego Alonso 2007)
- Rubén Sosa (2002)
- Firas Al-Khatib (2013–14)
- Paulo Henrique (2014-)
- Demba Ba (2015-)
- Fredy Guarín (2016-)
- Carlos Tévez (2016-)
- Stephan El Shaarawy (2019-)

Beijing Guoan · 
Cangzhou Mighty Lions ·
Changchun Yatai ·
Chengdu Rongcheng ·
Henan · 
Meizhou Hakka · 
Nantong Zhiyun · 
Qingdao Hainiu ·
Qingdao West Coast ·
Shandong Taishan · 
Shanghai Shenhua ·
Shanghai Port ·
Shenzhen Peng City ·
Tianjin Jinmen Tiger · 
Wuhan Three Town
Zhejiang